# Loris Francesco Capovilla
Loris Francesco kardinál Capovilla (14. října 1915 Pontelongo, Itálie – 26. května 2016 Bergamo, Itálie) byl italský římskokatolický kněz, biskup a od roku 2014 také kardinál. Ve svém věku 100 let byl jedním z nejstarších žijících biskupů světa.

## Mládí a kněžská služba
Narodil se 14. října 1915 v Pontelongo. Studoval v Patriarchálním semináře v Benátkách. Na kněze byl vysvěcen 23. května 1940 Adeodatem Giovannim Piazzou.
Působil v mnohých službách ve farnosti S. Zaccaria a v patriarchální kurii, kde působil jako jako Kapitulní mistr ceremonií v Bazilice svatého Marka. Byl také kaplanem mladých vězňů a v infekční nemocnici. Během 2. světové války sloužil v letecké armádě.
Roku 1945 se stal nedělním kazatelem v "Radio Venezia" a tuto funkci vykonával do roku 1953. Roku 1949 byl jmenován ředitelem diecézního týdeníku "La Voce di San Marco", a redaktorem "Avvenire d'Italia" novin Italských biskupů.
Od 15. března 1953 do 3. června 1963 byl sekretářem patriarchy Angela Giuseppe Roncalliho, pozdějšího papeže Jana XXIII.
Dne 11. prosince 1955 byl jmenován tajným komořím supernumerářem Jeho Svatosti. Po zvolení patriarchy Roncalliho papežem, působil dále jako jeho osobní sekretář až do jeho smrti a potvrzen ve funkci byl ve stejný večer zvolení. V této funkci byl nedlouho po papežové zvolení prvním svědkem jeho úmyslu svolat II. vatikánský koncil.
Dne 12. prosince 1958 byl jmenován domácím prelátem Jeho Svatosti.
Dne 22. března 1960 byl jmenován tajným komořím účastníkem Jeho Svatosti.
Roku 1960 se stal kanovníkem Vatikánské baziliky. Papež Pavel VI. jej také jmenoval prelátem di anticamera a odborníkem na 2. vatikánském koncilu.

## Biskup a kardinál
Dne 26. června 1967 byl ustanoven metropolitním arcibiskupem Chieti. Biskupské svěcení přijal 16. července 1967 v Bazilice Svatého Petra z rukou papeže Pavla VI. a spolusvětiteli byli Augusto Gianfranceschi a Jacques-Paul Martin. Jeho biskupským heslem bylo Obœdientia et pax (stejné jako měl papež Jan XXIII.)
Dne 25. září 1971 přeložen na arcibiskupa-preláta Loreta a titulárního arcibiskupa Mesembrijského (toto sídlo měl také papež Jan XXIII.). Na tento post rezignoval 10. prosince 1988 a uchýlil se do Sotto il Monte Giovanni XXIII, kde pokračoval v naplňování odkazu tohoto papeže.
Dne 22. února 2014 jej papež František jmenoval kardinálem, a udělil mu titulární kostel S. Maria in Trastevere. Nemohl se však zúčastnit konzistoře z důvodu věku a zdravotních důvodů. Prsten a biret obdržel 1. března 2014 ve 4 hodiny odpoledne, ve farním kostele v Sotto il Monte Giovanni XXIII, z rukou kardinála Angela Sodana děkana Kolegia kardinálů. V okamžiku úmrtí byl nejstarším členem Kardinálského kolegia bez práva volby v konkláve.

## Vyznamenání
- velký záslužný kříž Záslužného řádu Spolkové republiky Německo – Německo, 1960
- velkodůstojník Řádu zásluh o Italskou republiku – Itálie, 12. května 1960[2]
- velká čestná dekorace ve zlatě Čestného odznaku Za zásluhy o Rakouskou republiku – Rakousko, 1965[3]
- komtur Řádu prince Jindřicha – Portugalsko, 13. října 1966[4]
- velkodůstojník Řádu prince Jindřicha – Portugalsko, 24. června 1967[4]